# Tönnies Maydell
Tönnies Maydell (* im 16. Jahrhundert; † 25. September 1600) war ein deutsch-baltischer Adliger, schwedischer Admiral, estländischer Ritterschaftshauptmann und Landrat.

## Herkunft und Familie
Tönnies Maydell entstammte der baltischen, zuerst in Estland ansässigen uradeligen Familie Maydell, deren Stammsitz bereits seit 1241, also zu der Zeit, da Estland noch der dänischen Krone unterstand, urkundlich erwähnt wurde. Die erste namentliche Erwähnung der Familie erfolgte 1363 mit Hennecinus Maydel. Die ursprünglich in den estländischen Landschaften Wierland und Harrien ansässige Familie breitete sich später über das ganze Baltikum und Schweden aus und war Mitglied der Ritterschaften von Estland, Livland, Kurland und Schweden.

## Leben
Tönnies Maydell wurde an einem bisher unbekannten Datum im 16. Jahrhundert geboren. Da sein Vater, Antonius (Tönnies), der Rat des Deutschen Ordens und Mannrichter in Harrien, zwischen 1556 und dem 24. Juni 1559 gestorben war, muss er vor dem Jahre 1556 geboren worden sein; vermutlich lange davor, da sein Vater bereits 1525 urkundlich erwähnt wurde. Seine Mutter, Euphemia von Nieroth, starb nach dem 13. Mai 1587. Nach der dänischen Zeit, die bis 1346 dauerte, kam Estland an den Deutschen Orden. Die Ordenszeit wurde schließlich von der schwedischen Herrschaft 1561 abgelöst, die aber die Selbstverwaltung Estlands durch die Ritterschaft nicht tangierte. Entsprechend der neuen schwedischen Oberherrschaft trat Tönnies Maydell in schwedische Dienste, in denen er nicht nur Statthalter von Tolsburg, Reval, Hapsal und Lohde wurde, sondern auch zum königlich schwedischen Admiral aufstieg. Neben seinen schwedischen Würden bekleidete er auch lokale estnische Ämter. So war er estnischer Landrat und seit 1593 auch Ritterschaftshauptmann.

## Besitzungen und Persönliches
Tönnies Maydell war Grundherr auf Wredenhagen, Forby und Tockumbeck. Seit dem September 1570 war mit Catharina Snider (Schneider), der Tochter des Revaler Kaufmanns und Ratsherrn Andres Snider, verheiratet. Der Ehe entsprossen zwei Söhne, Georg und Hermann, die Stammeltern mehrerer Linien des Geschlechtes wurden. Am 25. September 1600 ist Tönnies in Pernau gestorben.